# Раскол в дартсе
«Раскол в дартсе» — термин, появившийся в результате конфликта между сильнейшими профессиональными игроками в дартс и Британской Дартс Организацией (BDO), являющейся доминирующей силой на тот момент (1993 год).
Игроки были недовольны резким уменьшением телевещания дартса в 1989 году и дальнейшим сокращением показа в начале 1990-х. Неспособность BDO изменить ситуацию привела к тому, что 16 лучших игроков мирового рейтинга, включая всех играющих на тот момент чемпионов мира, покинули BDO, сформировав Всемирный Дартс Совет (англ. WDC).
В ответ BDO дисквалифицировала всех игроков со своих турниров, запретив всем своим членам принимать участие в выставочных матчах с кем-либо из попавших под санкции. Также действия BDO поддержала Всемирная Дартс Федерация (англ. WDF), распространив санкции BDO на всех членов Федерации. Длительный правовой спор между организациями завершился мировым соглашением (по правилам Tomlin Order). На основании этого соглашения BDO признали WDC и право игроков на выбор организации, в которой они будут соревноваться. WDC же, в свою очередь, признало главенство Всемирной Дартс Федерации в спорте, отдав главенство в дартс Британской организации на территории Великобритании, также объявив о своём переименовании в Профессиональную Дартс Корпорацию (англ. PDC).
Дартс остаётся расколотым и по сей день. BDO и PDC имеют свои «пулы» игроков, принимающих участие в их турнирах. Каждая организация проводит свой чемпионат мира.

## До разделения
Дартс впервые появился на британском телевидении в 1962 году, когда Westward Television провели и транслировали свой турнир, пригласив на него игроков с юго-запада Англии. Знаковым для дартс является 1972 год, когда ITV впервые показали турнир на призы газеты «News of the World». Также в 1972 году начала свою историю Indoor League, сначала освещавшаяся только в Йоркшире. В 1973 году ITV начали трансляцию Indoor League по всей Британии.
Британская Дартс Организация была сформирована в 1973 году Олли Крофтом (англ. Olly Croft). BDO стала основной организацией, занимавшейся развитием игры в Соединённом Королевстве, организуя турниры для игроков всех уровней — от новичков до чемпионов мира.
Регулярно на телевидении дартс начал появляться в 1970—1980-х годах. ITV показывали World Masters, British Matchplay, World Matchplay, Кубок Мира, а также другие международные турниры, а каждую субботу отдельная рубрика в программе Мир Спорта (англ. World of Sport).
Первым дартс-турниром, который показали на BBC, стал Открытый Чемпионат Великобритании (British Open). Когда начали проводить Чемпионат Мира, его вещанием также занялась BBC, добавив в сетку вещания также Золотой Кубок Великобритании (англ. British Gold Cup), Профессиональный Чемпионат Великобритании (British Professional Championship), и другие. Увеличение охвата и размеров призовых привели к появлению первых дартсменов-профессионалов, которые полностью сосредоточились на дартс как основном занятии в жизни.

## Упадок
Игрокам в дартс было разрешено употреблять алкоголь и курить на сцене во время матчей — это было частью игры со времён пабного дартса. Эти традиции даже высмеивали в скетче передачи «НЕ девятичасовые новости» (Not the Nine O’Clock News) в 1980 году, на волне роста популярности дартса.
Своего пика дартс достиг в 1983 году, когда количество ТВ-турниров было большим как никогда. Но уже после этого дартс начал стремительно терять спонсоров, а вместе с этим и места в сетке вещания. В 1984 году от Золотого Кубка отказалось BBC, одновременно с отказом ATV от Butlins Grand Masters и ITV от British Matchplay, что, впрочем, было несколько компенсировано организацией MFI World Matchplay. Большим ударом в 1985 году стало закрытие передачи «Мир Спорта» на ITV, в которой дартс всегда уделялось внимание. ITV продолжало показывать дартс ещё три года, но события во второй половине 1988 года стали роковыми.
Летом 1988 года BBC анонсировала, что отказывается от показа практически всех дартс-турниров после Профессионального Чемпионата Великобритании, оставив в сетке только Чемпионат Мира. В октябре, после перевода MFI World Matchplay на ITV, было объявлено, что все турниры, запланированные на остаток года, не будут показаны, и последним турниром на ITV в 1988 стал World Masters. Региональные отделения ITV также отказались от освещения местных турниров. В результате в 1989 году дартс потерял практически всё вещание на ТВ, от которого, фактически, остался только Чемпионат Мира. BDO запретила употребление алкоголя на Чемпионате Мира в 1989 году, но дартс оставался для спонсоров совершенно непривлекательным.

## Волнения
В период с 1975 по 1988 годы, когда дартс переживал бум, сопровождавшийся ростом призовых и увеличения ТВ-передач о дартс, недовольство некоторых игроков, например Джона Лоу (John Lowe), было не слишком заметно. К примеру, его не устраивало, что игроки зачастую теряли деньги, играя за свои графства, не имели права голоса, а также вынуждены были носить лейблы спонсоров BDO, не имея возможности рекламировать своих. В своей биографии Лоу утверждает, что его вынуждали носить лейбл конкурирующей с его спонсором Unicorn Winmau, при этом ничего не получая за это. Несмотря на возникающие разногласия Лоу и ещё нескольких игроков с BDO, ничего не менялось. По-настоящему серьёзную окраску споры получили в 1988 году, когда произошёл коллапс телевизионного дартса, и от всего вещания остался только Чемпионат Мира.
В 1980-х профессионально заниматься дартс стали многие игроки, а резкие изменения в вещании 1989 года сильно сократили призовые, которые они могли заработать. Кроме того, падение узнаваемости снизило возможность заработка на выставочных матчах. Сильнейшие игроки считали, что BDO не прилагает достаточных усилий для того, чтобы заинтересовать новых спонсоров, а ТВ-вещание должно быть более массивным, чем один турнир в год.
В августе 1988 года была сформировалась группа, назвавшаяся Дартс Советом, состоявшая из нескольких сильнейших игроков и их агентов. Они были обеспокоены тем, что происходило с дартс-вещанием. После трёх лет безрезультатных попыток воздействовать на BDO изнутри, в январе 1992 года 16 сильнейших игроков BDO, включая всех активных на тот момент чемпионов мира, создали свою организацию (WDC). Их целью было привлечение PR-менеджеров, которые помогли бы улучшить репутацию дартс и увеличить количество турниров на ТВ. Первым турниром WDC стал Lada UK Masters на Anglia TV.
Последней каплей в чаше терпения игроков, привёдшей к созданию WDC, стал выпуск BDO видеосборника на кассетах c лучшими моментами финала чемпионата мира 1992 года между Филом Тэйлором и Майком Грегори. Сборник содержал также моменты финалов 1983, 1985, и 1987 года с участием Эрика Бристоу, Джона Лоу, и Кита Деллера, а также лег за 9 дротиков Пола Лима. При этом никто из игроков или их агентов не получили никаких выплат с продаж сборника.

## Чемпионат мира 1993
Чемпионат мира 1993 года стал последним мировым чемпионатом, когда мир дартса был един. Игроки WDC выходили с нашивками своей организации, но были вынуждены удалить их по требованию BDO. Члены WDC объявили, что покидают BDO, и больше не будут играть на ЧМ. В ответ BDO дисквалифицировала всех членов WDC и не допустила их на свои турниры.
7 января WDC выпустил заявление о том, что игроки будут участвовать на чемпионате мира 1994 года только под эгидой WDC и признают только право WDC на проведение турниров по всему миру. BDO, в свою очередь, 24 января 1993 года выпустили распоряжение об отстранении всех 16 «бунтарей» от любых турниров BDO.
Список игроков, подписавших заявление 7 января 1993:
- Фил Тэйлор
- Деннис Пристли
- Род Харрингтон
- Джон Лоу
- Алан Уорринер
- Эрик Бристоу
- Джоки Уилсон
- Боб Андерсон
- Питер Эвисон
- Джейми Харви
- Ричи Гарднер
- Клифф Лазаренко
- Кевин Спиолек
- Кит Деллер
- Майк Грегори
- Крис Джонс

В список вошли все Чемпионы мира, за исключением Лейтона Риса, чемпиона-1978, который на тот момент завершил карьеру.

## Отступники
Спутниковый оператор Sky Sports, который не существовал на момент упадка в игре, стал хорошим вариантом в качестве вещателя, особенно учитывая одновременное создание футбольной Премьер-Лиги. В 1993 году Sky и WDC подписали контракт на эксклюзивное освещение чемпионата мира по версии WDC и World Matchplay в 1994.
Вскоре возникли первые проблемы. Крис Джонс вернулся обратно в BDO незадолго до сделки с Sky Sports, чтобы сыграть за сборную Уэльса. В конце ноября 1993, за три недели до Чемпионата Мира, вернулся в BDO Майк Грегори. Оставшиеся 14 дартсменов решили провести турнир несмотря ни на что, и расширить пул до 24 игроков. В него вошли 14 оставшихся «бунтарей», Джонса и Грегори заменили англичане Грэм Стоддарт и Кевин Барроус, 7 игроков из Северной Америки, и ирландец Том Кирби .
BDO, в свою очередь, пришлось заполнять сетку неизвестными игроками, что позволило Бобби Джоржду добраться до финала. В активе Британской Дартс Организации остался контракт с BBC на наземное вещание. Кроме этого, началось формирование нового поколения игроков.

## Дальнейшие события
25 апреля 1993 года на конференции BDO было принято решение запретить всем игрокам WDC принимать участие в любых турнирах BDO, вплоть до уровня чемпионата графств. Кроме того, голосованием было решено, что любой игрок, сыгравший в выставочном матче с игроком WDC, будет дисквалифицирован.
Решения, принятые 25 апреля:
1. Любое официальное лицо или игрок BDO, принявший участие в мероприятиях WDC, будет лишён права на участие в мероприятиях BDO до письменного заявления о том, что данное лицо более не связаны никаким путём с WDC. 57 — «за», 0 — «против».
2. Все члены организации должны воздерживаться от взаимодействий, привлечения или выставочных мероприятий с 16 игроками, подписавших заявление WDC от 7 января 1993 года, а также со всеми игроками, связанными с WDC, начиная с этой даты, и всеми игроками WDC в будущем. 54 — «за», 1 — «против»
3. Все члены должны исключить игроков WDC со всех соревнований под юрисдикцией BDO. 60 — «за», 0 — «против».

18 октября 1993 года на конференции WDF в Лас-Вегасе BDO обратились к организации с требованием расширить дисквалификации игроков на уровень WDF, а представитель Уэльса предложил называть игроков WDC «Бывшими лучшими игроками». 24 — «за», 3 — «против».
Против высказались представители двух стран — США и Канады, заявив, что подобные санкции нарушают Конституции их стран, и поддержка этой инициативы была бы нарушением законодательства. Также на решение повлияло приглашение семерых игроков из Северной Америки на Чемпионат Мира по версии WDC 1994 года.
Широкие санкции BDO повлекли за собой четырёхлетнее разбирательство с WDC, на которое обе стороны потратили значительные средства.
Стороны подписали мировое соглашение 30 июня 1997 года.
BDO признали WDC и право игроков свободно выбирать организацию, в турнирах которых они имеют право участвовать. WDC, в свою очередь, отказался от претензий на главенство в дартс в мире, и переименовался в (Профессиональную Дартс Корпорацию PDC). PDC признала WDF как главенствующую организацию в мире, а BDO — в Соединённом Королевстве. Также соглашение предусматривает право на свободное участие отдельных игроков в соревнованиях.

## Требования к игрокам
Несмотря на положения Соглашения, требования, предъявляемые к участникам, зачастую ставят игроков по разные стороны баррикад. Изначально некоторые игроки BDO пользовались возможностью сыграть на PDC World Matchplay (с 1997 по 2001) и на PDC World Gran Prix (с 1998 по 2001), но уже с 2002 года для участия на этих турнирах необходимо быть членом Ассоциации Профессиональных игроков в Дартс (Professional Dart Players Associatoin), в которую входят игроки PDC. Сейчас это требование распространяется на большинство турниров PDC.
Для участия же на турнирах BDO/WDF игрок должен принять положения Соглашения 1997 года, что предполагает невозможность членства в PDPA. Игрокам приходится выбирать, требованиям какой организации соответствовать.
Правда, есть исключения. Чемпионаты игроков PDPA и Открытые (Open) турниры предусматривают возможность участия резидентов стран, принимающих турнир, вне зависимости от членства в PDPA. Одним из таких казусов стала победа Майкла ван Гервена (Michael van Gerwen) на Открытом Чемпионате Голландии PDC, участие в котором он принимал будучи членом BDO.
Другим исключением из правил стали турниры в Голландии. Они проводились по правилам WDF/BDO, но после перехода самого известного дартсмена Нидерландов Раймонда ван Барневельда (Raymond van Barneveld), организаторы стали приглашать игроков PDC. По договорённости с BDO было решено приглашать несколько игроков PDC на каждый турнир. Переход ещё трёх сильнейших игроков Голландии в PDC стал ещё одним ударом по правилам.
Большой Шлем Дартс (Grand Slam od Darts), стал первым турниром PDC, в котором приняли участие игроки обеих организаций. Первый турнир в 2007 году вернул дартс на ITV, а с 2008 года транслируется на ITV4 эксклюзивно. Игроки, добиравшиеся до поздних стадий главных турниров за последние 2 года PDC и BDO получают приглашение, и все (кроме Мартина Адамса (Martin Adams)) [который сыграл в 2016 году] принимали участие в турнире. В 2010 году турнир выиграл член BDO Скотт Уэйтс (Scott Waites).

## Состояние на данный момент
Разделение организаций поставило вопрос о престижности титулов. Призовые значительно выше на Чемпионате Мира PDC, и состав участников объективно включает большую часть сильнейших дартсменов мира. При этом BDO имеет более высокую узнаваемость и доступность в связи с вещанием BBC.
На момент раскола все чемпионы мира покинули BDO, но между апрелем 1993 и июнем 1997 года PDC пришлось искать средства на продолжение борьбы с BDO, которые существенно были ограничены дисквалификацией игроков на конференции в апреле 1993 года. В результате с 1993 по 1997 годы WDC больше боролся за существование, чем работал над развитием или расширением. В 1995 году, в связи с этим, несколько игроков, такие как Эрик Бристоу, Клифф Лазаренко, и Кейт Деллер, завершили карьеры. После подписания соглашения в 1997 году и переименования в PDC, организация смогла начать расширение. В 1999 году на Чемпионате Мира ушли от группового формата, перейдя к олимпийской системе, а количество игроков начало расти. BDO же, работая на уровне графств, снова смогли поднять уровень игры, который упал после раскола.
В 2002 году сумма призовых победителя ЧМ PDC смогла превзойти аналогичную в BDO. В 2015 призовой фонд ЧМ составлял 1,25 млн фунтов, из которых 250 тысяч получил победитель, а в BDO аналогичный показатель — 339 и 100 тысяч соответственно. За двухлетний цикл 25 игроков PDC смогли заработать свыше 100 тысяч фунтов каждый.
За последние годы некоторое количество игроков перешли в PDC, привлечённые высокими призовыми. Это ещё сильнее увеличило разрыв в качестве игры между организациями, что было отмечено даже комментаторами BDO. Список чемпионов мира, покинувших BDO после разделения, включает Джона Пата, Ричи Барнетта, Стива Битона, Леса Уоллеса, Раймонда ван Барневельда, Йелле Клаасена, Марка Уэбстера, Кристиана Киста и Стивена Бантинга. Кроме этого, покинули организацию также такие сильные игроки как Мервин Кинг, Кевин Пейнтер, Ронни Бакстер, Джеймс Уэйд, Гэри Андерсон, Майкл ван Гервен, Уэйн Мардл, Дэйв Чизнолл и Саймон Уитлок. Сильнейший игрок последних лет, Стивен Бантинг, ушёл из BDO без защиты титула.
Для сравнения, вернулись в BDO всего несколько игроков. Чемпион мира 2004 Энди Фордхэм ушёл в PDC в 2009, но вернулся в 2013. Двукратный чемпион мира Тэд Хэнки ушёл в 2012 и вернулся два года спустя. Трёхкратная чемпионка мира Анастасия Добромыслова уходила в 2008, но вернулась в 2011. Саймон Уитлок уходил и возвращался, но затем снова перешёл в PDC.
Таким образом, не существует однозначного чемпиона мира, и игроки из конкурирующих организаций встречаются редко, только на GSoD, куда приглашаются только лучшие из BDO. 16-кратный чемпион мира Фил Тэйлор дважды обыгрывал действующего Чемпиона Мира BDO в официальном матче — ван Барневельда в 1999 и Фордхэма в 2004. Два бывших члена BDO выигрывали ЧМ PDC — Джон Пат и Раймонд ван Барневельд. Кроме того, действующий на тот момент Чемпион Мира BDO побеждал действующего Чемпиона Мира PDC Джона Пата во втором раунде GSoD в 2008 году, а член BDO Скотт Уэйтс выигрывал GSoD в 2010 году.
В последние годы BDO испытывала серьёзные трудности из-за перехода игроков в PDC, где были более высокие призовые и популярность.По причине нарушений на турнире World Masters в 2019 году, организация была понижена в статусе до "ассоциированного члена WDF". Продолжающиеся много лет финансовые трудности привели к сокращению призовых на чемпионате мира 2020 года по версии BDO. В сентябре 2020 года просуществовавшая 47 лет Британская Дартс Организация(British Darts Organization) была ликвидирована.

## Предложение
21 октября 2009 года Барри Хенн предложил 1 миллион фунтов за покупку BDO. Это было первой публичной попыткой объединить дартс за 17 лет. В тот же день Олли Крофт отверг предложение. Чуть позже, после ЧМ-2010, он пояснил, что члены потребовали у него запросить более высокую цену.
Два года спустя, в рамках ежегодной конференции Олли Крофт был снят с должности председателя BDO. Он пробыл главой организации 38 лет.